# مارک دگریسه
مارک دگریسه (به انگلیسی: Marc Degryse) بازیکن فوتبال اهل بلژیک و عضو تیم ملی فوتبال بلژیک است که در تاریخ ۵ سپتامبر ۱۹۸۴ میلادی اولین بازی ملی‌اش را مقابل تیم ملی فوتبال آرژانتین انجام داد. او در ۵۳ بازی ملی حضور داشت و جمعاً ۵۱۸۰ دقیقه برای تیم ملی فوتبال بلژیک به میدان رفت. مارک دگریسه آخرین بازی ملی خود را در تاریخ ۱۴ دسامبر ۱۹۹۶ میلادی در برابر تیم ملی فوتبال هلند انجام داد. وی در بازی‌های ملی‌اش ۲۳ گل به ثمر رساند.